# Trizone

Las zonas de ocupación en Alemania en 1945. Los territorios del este de Alemania quedaron bajo la administración de Polonia y la URSS.

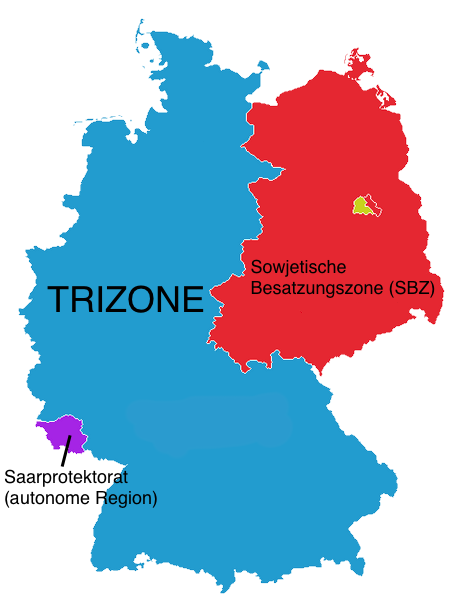
Trizona (azul)

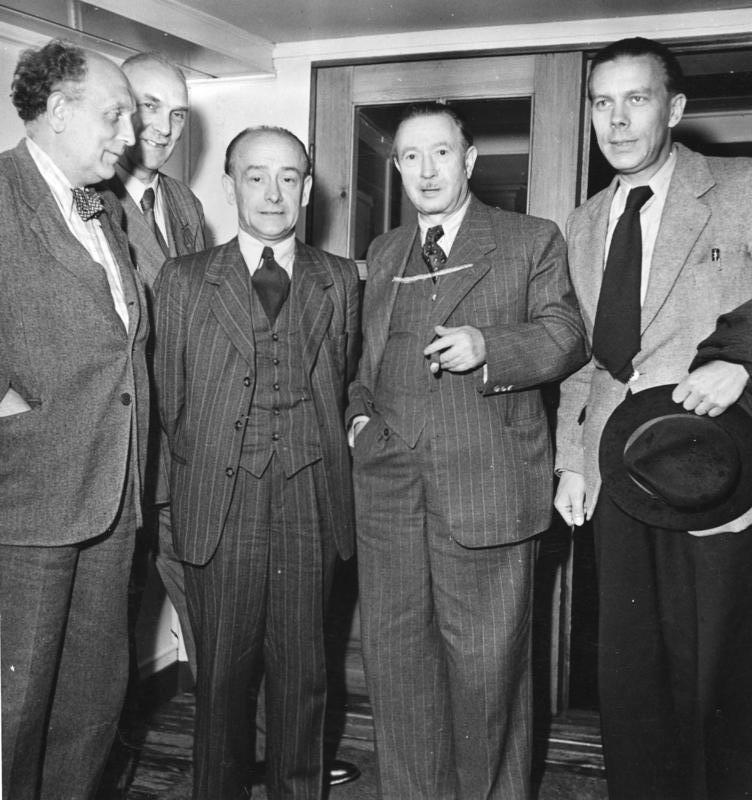
Reunión de los políticos responsables del desarrollo en Hamburgo en 1949 (de izquierda a derecha): el director de construcción Meier-Ottens (Hamburgo), el ministro Wittstock (Baja Sajonia), el ministro Heinrich Zinnkann (Hesse), el ministro Fritz Steinhoff (Renania del Norte-Westfalia).) y el concejal Walter Nicklitz (Berlín Occidental)

La llamada Trizona (también Zona Occidental, jocosamente “Trizonesia”  ) fue una fusión de las tres zonas de ocupación occidentales que surgieron después de la Segunda Guerra Mundial. Ya en 1946, Estados Unidos y Gran Bretaña acordaron unir las zonas de ocupación británica y estadounidense para formar una bizona (oficialmente: Área Económica Unida) el 1 de enero de 1947, después de que Francia y la Unión Soviética rechazaran una unificación económica de todas las zonas de ocupación. Dado que parecía cada vez más imposible llegar a un acuerdo con la Unión Soviética sobre un enfoque común de la política alemana, Francia abandonó su política de demarcación en favor de una política común para los aliados occidentales. A principios de marzo de 1948, los tres aliados occidentales acordaron en la Conferencia de las Seis Potencias de Londres fusionar la zona de ocupación francesa con la Bizona. Sin embargo, el Sarre no estaba incluido. La fusión formal no tuvo lugar hasta un año después, con la firma del acuerdo sobre el control de las tres potencias en Alemania el 8 de abril de 1949.   Esto sentó las bases del futuro Estado occidental alemán.

## Historia
En 1946/47, los gobiernos militares estadounidense y británico crearon el Consejo Económico de la llamada Bizona, una estructura administrativa democrática común para sus dos zonas que se combinaron para formar el Área Económica Unida. Francia y su zona ocupada en el suroeste de Alemania aceptaron esta medida sólo con vacilación en abril de 1948. El motivo de la unificación de la zona francesa con la bizona fue la necesidad de crear un área económica unificada para poder aprovechar el Plan Marshall. De esta manera, el 16 de abril de 1948, las tres zonas de ocupación occidentales fueron incluidas simultáneamente en la OECE (Organización para la Cooperación Económica Europea), que debía implementar el Plan Marshall en Europa, aunque formalmente la bizona, por un lado (representada por el general Robertson), y la zona de ocupación francesa, por otro lado, (representada por el general Kœnig) se unieron como dos unidades territoriales diferentes. 
En el Área Económica Unida, las tres potencias ocupantes occidentales llevaron a cabo el 20/21 de junio de 1948 una reforma monetaria como primer paso importante. Las nuevas monedas recibieron la acuñación del Banco de los Estados Alemanes. Tres días después, las autoridades de ocupación soviéticas ordenaron la implementación de su propia reforma monetaria en la zona soviética y bloquearon las rutas de acceso a Berlín. Comenzó el bloqueo de Berlín.
Esto no creó una trizona en el sentido constitucional. La expresión caracteriza la situación entre el 6 de marzo de 1948 y el 7 de septiembre de 1949 (creación del Bundestag y del Bundesrat), cuando Francia continuó su política de demarcación hacia las zonas americana y británica con la firma del acuerdo sobre el control de las tres potencias en Alemania el 8 de abril de 1949 (sobre la base de las resoluciones de la Conferencia de Ministros de Asuntos Exteriores de Washington del 5 al 8 de abril de 1949) y la bizona se amplió a la trizona, con lo que de facto las instituciones de la trizona se convirtieron en precursoras de la República Federal de Alemania. De importancia inmediata para la población fue la apertura completa de la frontera de la zona, ordenada el 18 de agosto de 1948, con la abolición de todas las restricciones de viaje y controles de pasaportes entre las dos áreas. 
El Estatuto de Ocupación del 10 de abril de 1949, que permitió a los tres aliados occidentales ejercer sus derechos de control civil y vigilar la futura República Federal en su camino hacia la soberanía el 5 de mayo de 1955 (Tratados de París) no entró en vigor hasta el 21 de septiembre, después de que el día anterior se nombrara el nuevo gobierno federal.

## “Trizonesia”
Sin embargo, las tres zonas occidentales ya eran llamadas popularmente “Trizonesia”. En 1948, Karl Berbuer escribió el éxito carnavalesco Somos los nativos de Trizonesia,  que en ocasiones también tuvo que servir como sustituto del himno nacional alemán, por ejemplo durante una carrera a pie en el velódromo de Müngersdorf después de una victoria del ciclista de Colonia Jean Schorn.  Cuando sonó el “himno”, los presentes se levantaron de sus asientos. 